# Cyanocorax hafferi
Cyanocorax hafferi, también denominada chara de la campina,  es una especie (o subespecie, dependiendo de la clasificación adoptada) de ave paseriforme perteneciente al género Cyanocorax integrado en la familia Corvidae. Es endémica de Brasil.

## Descripción
Es bastante similar a Cyanocorax heilprini, de la cual difiere por ser de color azul celeste pálido versus azul púrpura oscuro lavado en las partes inferiores y presentar tres marcas faciales azules (supraocular, subocular y malar) versus una (malar).  Dorsalmente, C. heilprini y C. hafferi son más similares, difiriendo el último por el tono azul más pálido y apagado del dorso, alas y cola.

## Distribución yhábitat
Se distribuye en un área muy restricta localizada en el suroeste de la Amazonia brasileña en el interfluvio entre la margen oeste del Río Purus a la margen oeste del Río Madeira.
Habita ambientes parecidos con sabanas en la Amazonia, denominado localmente campina, de donde deriva su nombre popular y en inglés (Campina Jay).

## Estado de conservación
A pesar de no haber sido formalmente evaluada por el IUCN, los autores la consideran “amenazada de extinción” en grado “vulnerable” debido a la pérdida de su hábitat.

## Sistemática

### Descripción original
La especie C. hafferi fue descubierta en agosto de 2002 por el ornitólogo Mario Cohn-Haft y permaneció sin ser descrita hasta que el holotipo fue colectado en enero de 2005. La especie fue formalmente descrita en 2013 en el Handbook of the Birds of the World.

### Taxonomía
Su nombre científico conmemora al ornitólogo alemán Jürgen Haffer.

Cyanocorax hafferi es una especie recientemente descrita. Sin embargo, la propuesta N° 635 al South American Classification Committee (SACC) de reconocimiento de la especie fue rechazada, y la misma caracterizada como una variación geográfica de Cyanocorax heilprini. Es reconocida por el Comité Brasileño de Registros Ornitológicos (CBRO) en la Lista de las aves de Brasil - 2014. Tanto el Congreso Ornitológico Internacional (IOC - Versión 5.4 - 2015) como Clements Checklist v 2015 la consideran como la subespecie Cyanocorax heilprini hafferi.